# Strâmtoarea Euripos

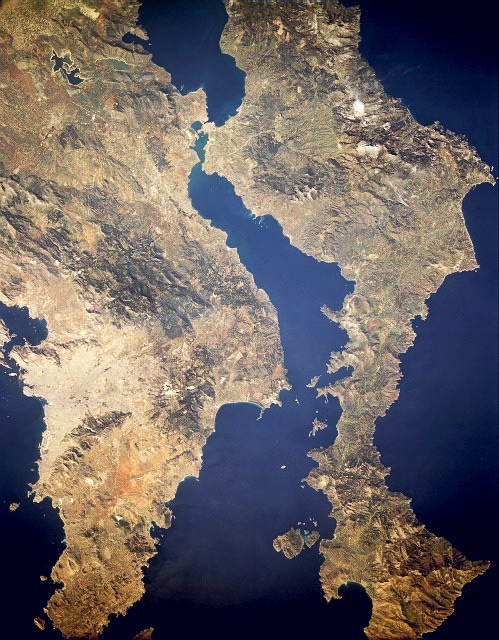
Imagine din satelit care arată strâmtoarea Euripos între Boecia (sus) şi Eubea (jos)

Strâmtoarea Euripos (în grecește: Εύριπος), este o strâmtoare canal de apă care separă insula grecească Eubea în Marea Egee din Beoția în peninsula greacă. Are puternici curenti de maree care inversează direcția mai multe ori pe zi. Portul principal este Chalkis în Eubea , care este așezat în punctul cel mai îngust din strâmtoare.
Exista două poduri care traversează strâmtoarea, ambele în Chalkis. Unul este un pod suspendat cu o arcadă de aproximativ 215 m. Strâmtoarea măsoara 160 m în acest punct. Celălalt pod care "se ridică" și poate fi deschis pentru a trece navele prin strâmtoare. Este așezat în punctul cel mai îngust din strâmtoare unde doar are 38 m lățime.